# 趙謙
趙 謙（ちょう けん、? - 192年）は、後漢末の人物。字は彦信。蜀郡成都県の人。祖父は趙戒。叔父は趙典。弟は趙温。妻は同郡の常洽の娘の常紀常。

## 生涯
184年に汝南太守のときに黄巾党と戦って、大敗した。189年に荀爽とともに董卓の長安遷都に反対したために罷免された。
190年におなじく罷免された黄琬の後任として太尉となり、献帝が遷都する際に護衛した。後には車騎将軍に任命され、洛亭侯に封じられた。191年7月に馬日磾が太尉になると、趙謙は司隷校尉に任じられた。あるとき西域の車師王の近侍が、董卓の権威を傘に不法な行為をしたため、趙謙はこれを捕らえてこれを処刑した。趙謙によって寵愛する近侍が刑死したと聞いた董卓は激怒し、宣璠に命じて司隷校尉を解任させて財産を没収した。
『三国志』蜀志「劉二牧伝」が引く『英雄記』によると、益州犍為太守の任岐が将軍を自称し、益州牧の劉焉に対して反乱を起こした際に、董卓がそれに乗じて趙謙に命じて益州に侵攻させたとされている。劉焉は校尉の賈龍に迎撃を命じたが、趙謙に説得されて賈龍は劉焉に叛いたとされている。
まもなく前将軍を拝命した。白波賊と戦って、戦功を挙げて郫侯に封じられた。
192年に董卓が呂布に暗殺され、王允が李傕に殺害されると、彼は王允の後任として司徒に任じられ、同時に尚書令を兼務した。
しかし、同年に病没し、忠と諡された。子の趙寧が後を継いだが、しかし、彼は官職を辞して郷里に帰って、『郷俗記』を著した。これを聞いた蜀郡太守の高躬からも評価され、彼を採り立てた。

## 逸話
清流派の謝弼と親交があり、彼が中常侍の曹節の従子である東郡太守の曹紹の讒言で、獄死した。趙謙は謝弼の冤罪を晴らすために、191年に上奏して曹紹の罪状を述べて、曹紹を逮捕投獄してこれを処刑させて棄市させた。